# Campbell, Texas
Campbell là một thành phố thuộc quận Hunt, tiểu bang Texas, Hoa Kỳ. Năm 2010, dân số của xã này là 638 người.

## Dân số
- Dân số năm 2000: 734 người.
- Dân số năm 2010: 638 người.